# Giovanni Petrini
Giovanni Petrini (L'Aquila, 22 gennaio 1848 – ...) è stato un politico italiano.

## Biografia
Nato all'Aquila nel 1848 da Giuseppe, barone di Caporciano, e Teresa Muccioli, conseguì la laurea in giurisprudenza e diventò avvocato. Fu eletto deputato del Regno d'Italia nel collegio di Popoli per la XVIII legislatura alle elezioni politiche del 1892.